# 24 uur van Daytona 2013
De 24 uur van Daytona 2013 was de 51e editie van deze endurancerace. De race werd verreden op 26 en 27 januari 2013 op de Daytona International Speedway nabij Daytona Beach, Florida.
De race werd gewonnen door de Chip Ganassi Racing with Felix Sabates #01 van Charlie Kimball, Juan Pablo Montoya, Scott Pruett en Memo Rojas. Voor Pruett was het zijn vijfde Daytona-zege, waarmee hij het record van Hurley Haywood evenaarde. Montoya en Rojas behaalden hun derde Daytona-overwinning, terwijl Kimball zijn eerste zege in de race behaalden. De GT-klasse werd gewonnen door de Audi Sport Customer Racing/Alex Job Racing #24 van Filipe Albuquerque, Oliver Jarvis, Edoardo Mortara en Dion von Moltke. De GX-klasse werd gewonnen door de Napleton Racing #16 van Nelson Canache jr., David Donohue, Shane Lewis en Jim Norman.

## Race
Winnaars in hun klasse zijn vetgedrukt.
| Pos. | Klasse | No. | Team                                                       | Coureurs                                                                             | Chassis                     | Banden | Ronden |
| Pos. | Klasse | No. | Team                                                       | Coureurs                                                                             | Motor                       | Banden | Ronden |
| ---- | ------ | --- | ---------------------------------------------------------- | ------------------------------------------------------------------------------------ | --------------------------- | ------ | ------ |
| 1    | DP     | 01  | Chip Ganassi Racing with Felix Sabates                     | Charlie Kimball Juan Pablo Montoya Scott Pruett Memo Rojas                           | Riley Mk. XXVI              | C      | 709    |
| 1    | DP     | 01  | Chip Ganassi Racing with Felix Sabates                     | Charlie Kimball Juan Pablo Montoya Scott Pruett Memo Rojas                           | BMW 5.0L V8                 | C      | 709    |
| 2    | DP     | 10  | Wayne Taylor Racing                                        | Max Angelelli Ryan Hunter-Reay Jordan Taylor                                         | Corvette DP (Dallara)       | C      | 709    |
| 2    | DP     | 10  | Wayne Taylor Racing                                        | Max Angelelli Ryan Hunter-Reay Jordan Taylor                                         | Chevrolet 5.0L V8           | C      | 709    |
| 3    | DP     | 60  | Michael Shank Racing                                       | A.J. Allmendinger Marcos Ambrose Oswaldo Negri jr. John Pew Justin Wilson            | Riley Mk. XXVI              | C      | 709    |
| 3    | DP     | 60  | Michael Shank Racing                                       | A.J. Allmendinger Marcos Ambrose Oswaldo Negri jr. John Pew Justin Wilson            | Ford 5.0L V8                | C      | 709    |
| 4    | DP     | 9   | Action Express Racing                                      | João Barbosa Christian Fittipaldi Burt Frisselle Mike Rockenfeller                   | Corvette DP (Coyote)        | C      | 708    |
| 4    | DP     | 9   | Action Express Racing                                      | João Barbosa Christian Fittipaldi Burt Frisselle Mike Rockenfeller                   | Chevrolet 5.0L V8           | C      | 708    |
| 5    | DP     | 90  | Spirit of Daytona Racing                                   | Antonio García Oliver Gavin Ricky Taylor Richard Westbrook                           | Corvette DP (Coyote)        | C      | 697    |
| 5    | DP     | 90  | Spirit of Daytona Racing                                   | Antonio García Oliver Gavin Ricky Taylor Richard Westbrook                           | Chevrolet 5.0L V8           | C      | 697    |
| 6    | DP     | 2   | Starworks with Alex Popow                                  | Sébastien Bourdais Ryan Dalziel Allan McNish Alex Popow                              | Riley Mk. XXVI              | C      | 696    |
| 6    | DP     | 2   | Starworks with Alex Popow                                  | Sébastien Bourdais Ryan Dalziel Allan McNish Alex Popow                              | Ford 5.0L V8                | C      | 696    |
| 7    | DP     | 99  | GAINSCO/Bob Stallings Racing                               | Jon Fogarty Memo Gidley Alex Gurney Darren Law                                       | Corvette DP (Riley XXVI)    | C      | 695    |
| 7    | DP     | 99  | GAINSCO/Bob Stallings Racing                               | Jon Fogarty Memo Gidley Alex Gurney Darren Law                                       | Chevrolet 5.0L V8           | C      | 695    |
| 8    | DP     | 5   | Action Express Racing                                      | João Barbosa Christian Fittipaldi Brian Frisselle Felipe Nasr Nelson Piquet jr.      | Corvette DP (Coyote)        | C      | 688    |
| 8    | DP     | 5   | Action Express Racing                                      | João Barbosa Christian Fittipaldi Brian Frisselle Felipe Nasr Nelson Piquet jr.      | Chevrolet 5.0L V8           | C      | 688    |
| 9    | GT     | 24  | Audi Sport Customer Racing/Alex Job Racing                 | Filipe Albuquerque Oliver Jarvis Edoardo Mortara Dion von Moltke                     | Audi R8                     | C      | 678    |
| 9    | GT     | 24  | Audi Sport Customer Racing/Alex Job Racing                 | Filipe Albuquerque Oliver Jarvis Edoardo Mortara Dion von Moltke                     | Audi 5.2L V10               | C      | 678    |
| 10   | GT     | 52  | Audi Sport Customer Racing/APR Motorsport Ltd. UK          | Ian Baas Marc Basseng René Rast Frank Stippler                                       | Audi R8                     | C      | 678    |
| 10   | GT     | 52  | Audi Sport Customer Racing/APR Motorsport Ltd. UK          | Ian Baas Marc Basseng René Rast Frank Stippler                                       | Audi 5.2L V10               | C      | 678    |
| 11   | GT     | 69  | AIM Autosport Team FXDD with Ferrari                       | Emil Assentato Craig Stanton Anthony Lazzaro Nick Longhi Mark Wilkins                | Ferrari 458 Italia Grand-Am | C      | 678    |
| 11   | GT     | 69  | AIM Autosport Team FXDD with Ferrari                       | Emil Assentato Craig Stanton Anthony Lazzaro Nick Longhi Mark Wilkins                | Ferrari 4.5L V8             | C      | 678    |
| 12   | GT     | 63  | Scuderia Corsa                                             | Alessandro Balzan Olivier Beretta Marco Frezza Alessandro Pier Guidi                 | Ferrari 458 Italia Grand-Am | C      | 678    |
| 12   | GT     | 63  | Scuderia Corsa                                             | Alessandro Balzan Olivier Beretta Marco Frezza Alessandro Pier Guidi                 | Ferrari 4.5L V8             | C      | 678    |
| 13   | GT     | 44  | Magnus Racing                                              | Nicolas Armindo Andy Lally Richard Lietz John Potter                                 | Porsche 911 GT3 Cup         | C      | 678    |
| 13   | GT     | 44  | Magnus Racing                                              | Nicolas Armindo Andy Lally Richard Lietz John Potter                                 | Porsche 4.0L F6             | C      | 678    |
| 14   | GT     | 23  | Alex Job Racing                                            | Jeroen Bleekemolen Damien Faulkner Marco Holzer Cooper MacNeil                       | Porsche 911 GT3 Cup         | C      | 678    |
| 14   | GT     | 23  | Alex Job Racing                                            | Jeroen Bleekemolen Damien Faulkner Marco Holzer Cooper MacNeil                       | Porsche 4.0L F6             | C      | 678    |
| 15   | GT     | 13  | Audi Sport Customer Racing/Rum Bum Racing                  | Frank Biela Christopher Haase Matt Plumb Markus Winkelhock                           | Audi R8                     | C      | 677    |
| 15   | GT     | 13  | Audi Sport Customer Racing/Rum Bum Racing                  | Frank Biela Christopher Haase Matt Plumb Markus Winkelhock                           | Audi 5.2L V10               | C      | 677    |
| 16   | GT     | 56  | AF-Waltrip                                                 | Rui Águas Clint Bowyer Rob Kauffman Michael Waltrip                                  | Ferrari 458 Italia Grand-Am | C      | 677    |
| 16   | GT     | 56  | AF-Waltrip                                                 | Rui Águas Clint Bowyer Rob Kauffman Michael Waltrip                                  | Ferrari 4.5L V8             | C      | 677    |
| 17   | GT     | 03  | Extreme Speed Motorsports                                  | Ed Brown Mike Hedlund Scott Sharp Johannes van Overbeek                              | Ferrari 458 Italia Grand-Am | C      | 673    |
| 17   | GT     | 03  | Extreme Speed Motorsports                                  | Ed Brown Mike Hedlund Scott Sharp Johannes van Overbeek                              | Ferrari 4.5L V8             | C      | 673    |
| 18   | GT     | 17  | Burtin Racing with Goldcrest Motorsports                   | Jack Baldwin Claudio Burtin Mario Farnbacher Martin Ragginger Robert Renauer         | Porsche 911 GT3 Cup         | C      | 672    |
| 18   | GT     | 17  | Burtin Racing with Goldcrest Motorsports                   | Jack Baldwin Claudio Burtin Mario Farnbacher Martin Ragginger Robert Renauer         | Porsche 4.0L F6             | C      | 672    |
| 19   | GT     | 62  | Snow Racing/Wright Motorsports                             | Klaus Bachler Sascha Maassen Marco Seefried Madison Snow Melanie Snow                | Porsche 911 GT3 Cup         | C      | 668    |
| 19   | GT     | 62  | Snow Racing/Wright Motorsports                             | Klaus Bachler Sascha Maassen Marco Seefried Madison Snow Melanie Snow                | Porsche 4.0L F6             | C      | 668    |
| 20   | GT     | 51  | APR Motorsport Ltd. UK                                     | Matt Bell David Empringham John Farano Alex Figge Dave Lacey                         | Audi R8                     | C      | 667    |
| 20   | GT     | 51  | APR Motorsport Ltd. UK                                     | Matt Bell David Empringham John Farano Alex Figge Dave Lacey                         | Audi 5.2L V10               | C      | 667    |
| 21   | DP     | 42  | Team Sahlen                                                | Dane Cameron Bruno Junqueira Wayne Nonnamaker Simon Pagenaud                         | Riley Mk. XXVI              | C      | 664    |
| 21   | DP     | 42  | Team Sahlen                                                | Dane Cameron Bruno Junqueira Wayne Nonnamaker Simon Pagenaud                         | BMW 5.0L V8                 | C      | 664    |
| DNF  | GT     | 59  | Brumos Racing                                              | Andrew Davis Leh Keen Marc Lieb Bryan Sellers                                        | Porsche 911 GT3 Cup         | C      | 663    |
| DNF  | GT     | 59  | Brumos Racing                                              | Andrew Davis Leh Keen Marc Lieb Bryan Sellers                                        | Porsche 4.0L F6             | C      | 663    |
| 23   | GT     | 72  | Park Place Motorsports                                     | Chuck Cole Jean-François Dumoulin Grant Phipps Mike Skeen Mike Vess                  | Porsche 911 GT3 Cup         | C      | 657    |
| 23   | GT     | 72  | Park Place Motorsports                                     | Chuck Cole Jean-François Dumoulin Grant Phipps Mike Skeen Mike Vess                  | Porsche 4.0L F6             | C      | 657    |
| 24   | GT     | 45  | Magnus Racing                                              | Mark Boden Al Carter Charles Espenlaub Hugh Plumb Charles Putman                     | Porsche 911 GT3 Cup         | C      | 656    |
| 24   | GT     | 45  | Magnus Racing                                              | Mark Boden Al Carter Charles Espenlaub Hugh Plumb Charles Putman                     | Porsche 4.0L F6             | C      | 656    |
| 25   | GT     | 73  | Park Place Motorsports                                     | Daniel Graeff Jason Hart Patrick Lindsey Patrick Long Spencer Pumpelly               | Porsche 911 GT3 Cup         | C      | 653    |
| 25   | GT     | 73  | Park Place Motorsports                                     | Daniel Graeff Jason Hart Patrick Lindsey Patrick Long Spencer Pumpelly               | Porsche 4.0L F6             | C      | 653    |
| 26   | GX     | 16  | Napleton Racing                                            | Nelson Canache jr. David Donohue Shane Lewis Jim Norman                              | Porsche Cayman S            | C      | 635    |
| 26   | GX     | 16  | Napleton Racing                                            | Nelson Canache jr. David Donohue Shane Lewis Jim Norman                              | Porsche 3.8L F6             | C      | 635    |
| 27   | GT     | 78  | Racer's Edge Motorsports                                   | Rudy Camarillo Martin Fuentes Carlos Peralta Ricardo Pérez de Lara                   | Mazda RX-8                  | C      | 634    |
| 27   | GT     | 78  | Racer's Edge Motorsports                                   | Rudy Camarillo Martin Fuentes Carlos Peralta Ricardo Pérez de Lara                   | Mazda 2.0L 3-Rotor          | C      | 634    |
| 28   | GT     | 94  | Turner Motorsport                                          | Bill Auberlen Paul Dalla Lana Billy Johnson Maxime Martin Boris Said                 | BMW M3                      | C      | 631    |
| 28   | GT     | 94  | Turner Motorsport                                          | Bill Auberlen Paul Dalla Lana Billy Johnson Maxime Martin Boris Said                 | BMW 5.0L V8                 | C      | 631    |
| 29   | GT     | 80  | TruSpeed Motorsports                                       | Kelly Collins Phil Fogg Tom Haacker Jim Walsh                                        | Porsche 911 GT3 Cup         | C      | 627    |
| 29   | GT     | 80  | TruSpeed Motorsports                                       | Kelly Collins Phil Fogg Tom Haacker Jim Walsh                                        | Porsche 4.0L F6             | C      | 627    |
| 30   | GX     | 22  | Bullet Racing                                              | James Clay Darryl O'Young Daniel Rogers Seth Thomas Karl Thomson                     | Porsche Cayman S            | C      | 625    |
| 30   | GX     | 22  | Bullet Racing                                              | James Clay Darryl O'Young Daniel Rogers Seth Thomas Karl Thomson                     | Porsche 3.8L F6             | C      | 625    |
| 31   | GT     | 66  | The Racer's Group                                          | Jörg Bergmeister Dominik Farnbacher Ben Keating Kuno Wittmer                         | Porsche 911 GT3 Cup         | C      | 622    |
| 31   | GT     | 66  | The Racer's Group                                          | Jörg Bergmeister Dominik Farnbacher Ben Keating Kuno Wittmer                         | Porsche 4.0L F6             | C      | 622    |
| DNF  | GT     | 61  | R. Ferri/AIM Motorsport Racing with Ferrari                | Giancarlo Fisichella Max Papis Jeff Segal Toni Vilander                              | Ferrari 458 Italia Grand-Am | C      | 614    |
| DNF  | GT     | 61  | R. Ferri/AIM Motorsport Racing with Ferrari                | Giancarlo Fisichella Max Papis Jeff Segal Toni Vilander                              | Ferrari 4.5L V8             | C      | 614    |
| 33   | GX     | 38  | BGB Motorsports                                            | Lee Davis Ryan Eversley Eric Foss Jeff Mosing John Tecce                             | Porsche Cayman GX.R         | C      | 614    |
| 33   | GX     | 38  | BGB Motorsports                                            | Lee Davis Ryan Eversley Eric Foss Jeff Mosing John Tecce                             | Porsche 3.8L F6             | C      | 614    |
| DNF  | DP     | 3   | 8 Star Motorsports                                         | Anthony Davidson Pedro Lamy Nicolas Minassian Enzo Potolicchio Stéphane Sarrazin     | Corvette DP (Coyote)        | C      | 612    |
| DNF  | DP     | 3   | 8 Star Motorsports                                         | Anthony Davidson Pedro Lamy Nicolas Minassian Enzo Potolicchio Stéphane Sarrazin     | Chevrolet 5.0L V8           | C      | 612    |
| 35   | GT     | 19  | Mühlner Motorsports America                                | Eduardo Costabal Mark Thomas Eliseo Salazar                                          | Porsche 911 GT3 Cup         | C      | 610    |
| 35   | GT     | 19  | Mühlner Motorsports America                                | Eduardo Costabal Mark Thomas Eliseo Salazar                                          | Porsche 4.0L F6             | C      | 610    |
| DNF  | GT     | 57  | Stevenson Motorsports                                      | John Edwards Robin Liddell Jan Magnussen Tommy Milner                                | Chevrolet Camaro GT.R       | C      | 595    |
| DNF  | GT     | 57  | Stevenson Motorsports                                      | John Edwards Robin Liddell Jan Magnussen Tommy Milner                                | Chevrolet 6.2L V8           | C      | 595    |
| DNF  | DP     | 02  | Chip Ganassi Racing with Felix Sabates                     | Scott Dixon Dario Franchitti Joey Hand Jamie McMurray Scott Pruett                   | Riley Mk. XXVI              | C      | 594    |
| DNF  | DP     | 02  | Chip Ganassi Racing with Felix Sabates                     | Scott Dixon Dario Franchitti Joey Hand Jamie McMurray Scott Pruett                   | BMW 5.0L V8                 | C      | 594    |
| 38   | GT     | 64  | Scuderia Corsa                                             | Francisco Longo Raphael Matos Xandinho Negrão Daniel Serra                           | Ferrari 458 Italia Grand-Am | C      | 576    |
| 38   | GT     | 64  | Scuderia Corsa                                             | Francisco Longo Raphael Matos Xandinho Negrão Daniel Serra                           | Ferrari 4.5L V8             | C      | 576    |
| DNF  | GT     | 30  | MOMO/NGT Motorsport                                        | Henrique Cisneros Sean Edwards Kuba Giermaziak Patrick Pilet                         | Porsche 911 GT3 Cup         | C      | 535    |
| DNF  | GT     | 30  | MOMO/NGT Motorsport                                        | Henrique Cisneros Sean Edwards Kuba Giermaziak Patrick Pilet                         | Porsche 4.0L F6             | C      | 535    |
| DNF  | DP     | 50  | Highway to Help                                            | Frank Beck Carlos de Quesada Byron DeFoor Ian James Jim Pace                         | Riley Mk. XXVI              | C      | 517    |
| DNF  | DP     | 50  | Highway to Help                                            | Frank Beck Carlos de Quesada Byron DeFoor Ian James Jim Pace                         | BMW 5.0L V8                 | C      | 517    |
| DNF  | DP     | 6   | Michael Shank Racing                                       | Chris Cumming Jorge Goncalvez Michael Valiante Gustavo Yacamán                       | Riley Mk. XXVI              | C      | 508    |
| DNF  | DP     | 6   | Michael Shank Racing                                       | Chris Cumming Jorge Goncalvez Michael Valiante Gustavo Yacamán                       | Ford 5.0L V8                | C      | 508    |
| DNF  | GT     | 67  | The Racer's Group                                          | Emmanuel Collard Romain Dumas Niclas Jönsson Tracy Krohn                             | Porsche 911 GT3 Cup         | C      | 451    |
| DNF  | GT     | 67  | The Racer's Group                                          | Emmanuel Collard Romain Dumas Niclas Jönsson Tracy Krohn                             | Porsche 4.0L F6             | C      | 451    |
| DNF  | DP     | 8   | Starworks Motorsport                                       | Gaetano Ardagna Ivan Bellarosa Brendon Hartley Scott Mayer Jan Charouz               | Riley Mk. XXVI              | C      | 441    |
| DNF  | DP     | 8   | Starworks Motorsport                                       | Gaetano Ardagna Ivan Bellarosa Brendon Hartley Scott Mayer Jan Charouz               | Ford 5.0L V8                | C      | 441    |
| DNF  | DP     | 43  | Team Sahlen                                                | Tomy Drissi Bruno Junqueira Joe Nonnamaker Will Nonnamaker Joe Sahlen                | Riley Mk. XXVI              | C      | 422    |
| DNF  | DP     | 43  | Team Sahlen                                                | Tomy Drissi Bruno Junqueira Joe Nonnamaker Will Nonnamaker Joe Sahlen                | BMW 5.0L V8                 | C      | 422    |
| DNF  | GT     | 20  | Dener Motorsport                                           | Nonô Figueiredo Constantino Júnior Clemente Lunardi Ricardo Maurício Marcel Visconde | Porsche 911 GT3 Cup         | C      | 386    |
| DNF  | GT     | 20  | Dener Motorsport                                           | Nonô Figueiredo Constantino Júnior Clemente Lunardi Ricardo Maurício Marcel Visconde | Porsche 4.0L F6             | C      | 386    |
| DNF  | GT     | 21  | Dener Motorsport                                           | Rubens Barrichello Nonô Figueiredo Felipe Giaffone Tony Kanaan Ricardo Maurício      | Porsche 911 GT3 Cup         | C      | 352    |
| DNF  | GT     | 21  | Dener Motorsport                                           | Rubens Barrichello Nonô Figueiredo Felipe Giaffone Tony Kanaan Ricardo Maurício      | Porsche 4.0L F6             | C      | 352    |
| DNF  | DP     | 27  | BTE Sport                                                  | Emmanuel Anassis Louis-Philippe Dumoulin Tõnis Kasemets Anthony Massari              | Riley Mk. XX                | C      | 304    |
| DNF  | DP     | 27  | BTE Sport                                                  | Emmanuel Anassis Louis-Philippe Dumoulin Tõnis Kasemets Anthony Massari              | Ford 5.0L V8                | C      | 304    |
| DNF  | DP     | 77  | Doran Racing                                               | Jon Bennett Colin Braun Jim Lowe Paul Tracy                                          | Dallara (Riley Mk. XXVI)    | C      | 286    |
| DNF  | DP     | 77  | Doran Racing                                               | Jon Bennett Colin Braun Jim Lowe Paul Tracy                                          | Ford 5.0L V8                | C      | 286    |
| DNF  | GT     | 68  | The Racer's Group                                          | Ivo Breukers Brad Lewis Jim Michaelian Ronald van de Laar Dennis van de Laar         | Porsche 911 GT3 Cup         | C      | 284    |
| DNF  | GT     | 68  | The Racer's Group                                          | Ivo Breukers Brad Lewis Jim Michaelian Ronald van de Laar Dennis van de Laar         | Porsche 4.0L F6             | C      | 284    |
| DNF  | GT     | 18  | Mühlner Motorsports America                                | Kévin Estre Mark Thomas Norbert Siedler                                              | Porsche 911 GT3 Cup         | C      | 228    |
| DNF  | GT     | 18  | Mühlner Motorsports America                                | Kévin Estre Mark Thomas Norbert Siedler                                              | Porsche 4.0L F6             | C      | 228    |
| DNF  | GT     | 32  | Konrad Motorsport/Orbit Racing                             | Michael Christensen Christian Engelhart Nick Tandy Lance Willsey                     | Porsche 911 GT3 Cup         | C      | 181    |
| DNF  | GT     | 32  | Konrad Motorsport/Orbit Racing                             | Michael Christensen Christian Engelhart Nick Tandy Lance Willsey                     | Porsche 4.0L F6             | C      | 181    |
| DNF  | GT     | 31  | Marsh Racing                                               | Lawson Aschenbach Eric Curran Brandon Davis Boris Said                               | Chevrolet Corvette          | C      | 136    |
| DNF  | GT     | 31  | Marsh Racing                                               | Lawson Aschenbach Eric Curran Brandon Davis Boris Said                               | Chevrolet 6.2L V8           | C      | 136    |
| DNF  | GX     | 70  | Mazdaspeed/Speedsource                                     | Jonathan Bomarito Marino Franchitti James Hinchcliffe Sylvain Tremblay               | Mazda6 GX                   | C      | 51     |
| DNF  | GX     | 70  | Mazdaspeed/Speedsource                                     | Jonathan Bomarito Marino Franchitti James Hinchcliffe Sylvain Tremblay               | Mazda 2.2L I4 Diesel        | C      | 51     |
| DNF  | GX     | 25  | Freedom Autosport/Speedsource                              | Andrew Carbonell Tom Long Rhett O'Doski Derek Whitis                                 | Mazda6 GX                   | C      | 45     |
| DNF  | GX     | 25  | Freedom Autosport/Speedsource                              | Andrew Carbonell Tom Long Rhett O'Doski Derek Whitis                                 | Mazda 2.2L I4 Diesel        | C      | 45     |
| DNF  | GT     | 87  | Vehicle Technologies                                       | Tony Ave Jan Heylen Doug Peterson Moses Smith                                        | SRT Viper                   | C      | 44     |
| DNF  | GT     | 87  | Vehicle Technologies                                       | Tony Ave Jan Heylen Doug Peterson Moses Smith                                        | Dodge 8.0L V10              | C      | 44     |
| DNF  | GX     | 00  | Visit Florida Racing/Speedsource/Yellow Dragon Motorsports | Joel Miller Tristan Nunez Spencer Pigot Yojiro Terada Tristan Vautier                | Mazda6 GX                   | C      | 33     |
| DNF  | GX     | 00  | Visit Florida Racing/Speedsource/Yellow Dragon Motorsports | Joel Miller Tristan Nunez Spencer Pigot Yojiro Terada Tristan Vautier                | Mazda 2.2L I4 Diesel        | C      | 33     |
| DNS  | GT     | 93  | Turner Motorsport                                          | Bill Auberlen Michael Marsal Maxime Martin Andy Priaulx Gunter Schaldach             | BMW M3                      | C      | -      |
| DNS  | GT     | 93  | Turner Motorsport                                          | Bill Auberlen Michael Marsal Maxime Martin Andy Priaulx Gunter Schaldach             | BMW 5.0L V8                 | C      | -      |

1962 · 1963 · 1964 · 1965 · 1966 · 1967 · 1968 · 1969 · 1970 · 1971 · 1972 · 1973 · 1974 · 1975 · 1976 · 1977 · 1978 · 1979 · 1980 · 1981 · 1982 · 1983 · 1984 · 1985 · 1986 · 1987 · 1988 · 1989 · 1990 · 1991 · 1992 · 1993 · 1994 · 1995 · 1996 · 1997 · 1998 · 1999 · 2000 · 2001 · 2002 · 2003 · 2004 · 2005 · 2006 · 2007 · 2008 · 2009 · 2010 · 2011 · 2012 · 2013 · 2014 · 2015 · 2016 · 2017 · 2018 · 2019 · 2020 · 2021 · 2022 · 2023 · 2024 · 2025